# Binaria punctata
Binaria punctata là một loài thực vật có hoa trong họ Đậu. Loài này được (Burch. ex Benth.) SCHMITZ mô tả khoa học đầu tiên năm 1973.